# Ludvík Albert Engel

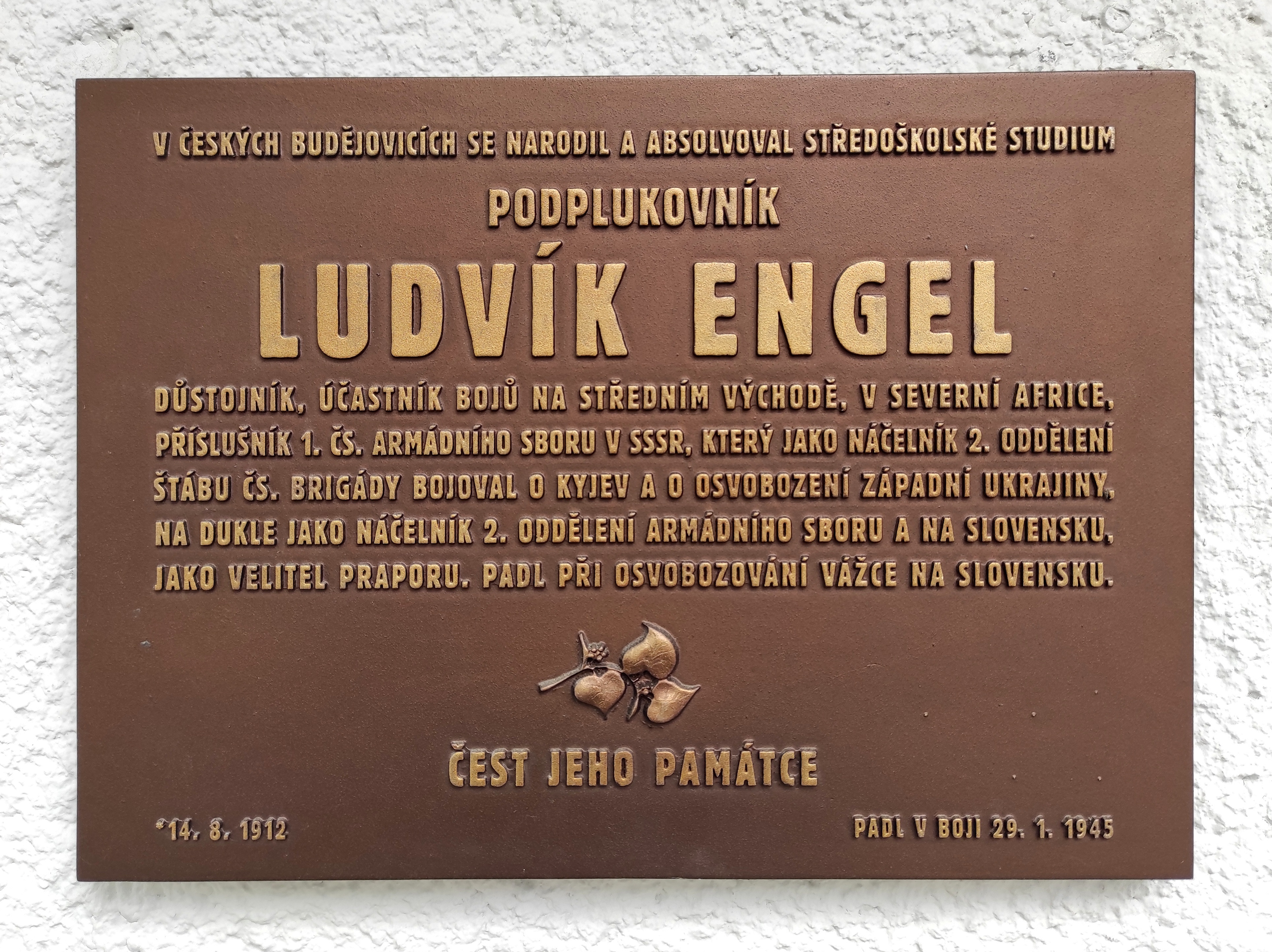
Pamětní deska umístěná na Domě kultury Metropol v Českých Budějovicích

Ludvík Albert Engel (14. srpna 1912 České Budějovice – 29. ledna 1945 Važec) byl důstojník československé armády (podplukovník pěchoty in memoriam), osobnost československého zahraničního vojska v 2. světové válce.

## Život a působení
Narodil se v českobudějovické učitelské rodině. V Českých Budějovicích vystudoval obchodní akademii. V roce 1934 byl povolán, aby u 1. pěšího pluku v Českých Budějovicích absolvoval vojenskou základní službu. Týž rok byl odvelen do školy pro důstojníky pěchoty v záloze, kde se rozhodl pro aktivní vojenskou službu. Dne 30. září 1937 začal studovat na Vojenské akademii v Hranicích, kde v době ohrožení republiky bylo studium zkráceno na jeden rok. Vojenskou akademii vystudoval s výtečným výsledkem a v hodnosti poručíka pěchoty se vrátil k 1. pěšímu pluku v Českých Budějovicích. V podmínkách Protektorátu Čechy a Morava se v polovině srpna 1939 stal členem skupiny, která za pomoci železničářů, ilegálně překročila polské hranice. V Polsku se stal velitelem čety Legionu Čechů a Slováků v Polsku. V září 1939 po okupaci Polska Německem a Sovětským svazem byl spolu s ostatními členy jednotky internován v Sovětském svazu. V srpnu 1940 byl vybrán do skupiny dobrovolníků. kteří byli převedeni na bojiště na Středním východě. U československé jednotky na Středním východě dělal velitele čety. Od července do září 1943 působil na velitelství 1. československé samostatné brigády v Británii. V říjnu se přihlásil k 1. československé samostatné jednotce v Sovětském svazu, kde působil jako náčelník 2. oddělení štábu 1. československého armádního sboru. Padl na Slovensku při osvobozování Važce. Dne 24. února 1945 byl in memoriam povýšen do hodnosti majora a v březnu 1945 in memoriam do hodnosti podplukovníka.